# イトグモ
イトグモ（学名：Loxosceles rufescens）はイトグモ科のクモの1種。本科のものでは唯一の日本産の種であるが、移入によると思われる。家屋内の薄暗いところに生息する。近年有毒であることが判明した。

## 概説
細長い脚の、卵形の腹部を持つクモである。全身黄褐色系の色で、特に斑紋もない。日本では人家に多く見られ、物陰に生活している。不規則な見かけの網を張るが、夜間は網を離れて歩くこともあり、またそこで獲物を捕ることもある。
日本には明治以前に入った帰化動物と考えられている。原産地は地中海沿岸地域と推定されており、その地域では野外の地表の石の下や洞窟に生息している、しかし現在では日本を含め、世界の熱帯から暖帯域にかなり広汎に知られ、それらは人為的な拡散によると考えられる。そのような地域では人造的な建造物に生息している。
この類には有名な毒グモが含まれているが、本種の毒性は長らく知られてこなかった。しかし近年に本種の被害例が知られるようになり、日本でも被害例が出ている。噛まれると局所的な皮膚の壊死を生じることがある。

## 特徴
体長は雌で10mm、雄で8mmのほぼ中型のクモ。全体に褐色を帯びたクモで、雌では背甲と歩脚は褐色から赤褐色、胸板は黄褐色、腹部は灰黄色から褐色をしており、雄では同様ながら全体に雌より色が濃い。頭胸部は背面に膨らむものの強く盛り上がってはいない。外形としては頭部がやや幅狭く、胸部が左右に膨らんでいる。背甲の上面には頭部との境界になる頸溝、中央にあるくぼみの中窩、それに中窩から側面淵に向かって走る放射溝はいずれも明瞭。眼は6個で、中央前方に2個、やや後方左右に2個がそれぞれ集まっており、全体の配置は三角形になっている。額は頭部の面の延長上にあり、その前の縁には長い毛が多数ある。上顎は平行になっており、その先端にある牙は短く、その内側先端に1本、爪状の歯がある。下顎は長くて湾曲しており、下唇を両側から囲んで先端で互いに接する。下唇は長い。
歩脚は細長く、第2脚が最も長い。第1脚、第4脚とそれに次ぎ、第2脚が一番短い。歩脚には全体に毛が多いが、刺毛などはない。腹部は長卵形で滑らか、斑紋等はない。糸疣では前疣が長く、その中間に長い間疣がある。中疣は後疣の間に並んでいる。

## 習性など
日本においては里山から市街地まで、建築物の中かその周囲で見られる。物置、縁の下、押し入れなどの薄暗い場所に見られる。壁板の隙間など暗いところにボロ網を張る。他方、夜行性で、夜間には網を離れて歩き回ることも見られる。網の形は不規則網とすることもあるが、捕虫はむしろ徘徊中に行われるとの声もある。
この種が作る網には特殊なリボン状の糸が張られており、これはその表面積を大きくするとともに強く静電気を帯び、それによって獲物を捕まえることができる。これは多くのクモが使う粘液球のついたものとも、篩板類のクモが作る疏糸とも異なるものである。その性能は長持ちし、このことは後述するように本種が原産地では特に乾燥した環境で生活する点で重要な特徴である。
人為的環境で本種が狩る獲物としてはアリ、シロアリ、ゴキブリ、シミ等があげられており、ブラジルにおける量的な研究では獲物のうち42%がアリを中心とするハチ目、24%が等脚類、15%がコウチュウ目およびその他の小型無脊椎動物であった。また、本種には死んだ昆虫を自ら進んで食うというクモ類で他に例を見ないほど珍しい習性が報告されているが、Nentwig et al.(2017)はこれを実験室内で仕立て上げられたものに過ぎないとみている。
他方、本来の生息地と考えられる地域では当然ながら野外に生息している。その環境はかなり多様で、地中海沿岸に見られる常緑低木林(maquis)からまばらな植生になっている半乾燥地帯のステップ風な地域にまでにわたり、ただし、典型的な砂漠にはいない。ある程度の山地には見られるが、高山にはいない。典型的な生息環境は石や岩の下、それに様々なタイプの洞窟である。
自然な環境における生活史等についてはほとんど研究がない。
ところで、上記のように本種の生息環境は本来の生息域以外では人工的環境に限られている。ところがChomphuphuang et al.(2016)はタイにおいて本種が天然洞窟に生息しているのを発見した。彼らは6つの鍾乳洞を調べ、発見されたのはそのうちの1つだけだった。その洞窟にはコウモリが多く、底にはコウモリのグアノが堆積していた。クモは少なくとも500個体以上が見られ、壁の隙間や底の石の下などで発見された。これは本来の生息域以外で本種が野外で生息していることが確認された最初の例となる。洞窟内は温度が平均27℃と外部より低く、湿度は80％以上あった。

## 分布
日本では本州から南の四国、九州、南西諸島に分布する。世界的には世界中の温暖な地域から知られ、特に北アメリカとアジアで広く知られている。ただし、これらのほとんどは人為分布であると思われ、原産地としては地中海沿岸から中近東ではないかと言われている。ちなみに小野編著(2009)では原産地が新大陸、との推定が記されている。
進入の経路については明治維新以前に長崎県から入ったと考えられ、それ以降も数回にわたって侵入したと推定されている。
本種の属するイトグモ属には人為分散によって世界に広がったとされる種が2種あるが、本種はその範囲が最も広いものである。"one of the most invasive spiders"（最も侵略的なクモの1つ）という表現すらなされている。本種を含むこの属のクモは餌も水もなしに3-5ヶ月も動かずに生き延びることが可能で、寿命も2-5年と同サイズの他のクモより遙かに長生きすることが知られており、これらは人間の荷物に紛れての分散には大きな利点となる。このクモは全大陸と全島嶼に導入されたことがあるはず、との言葉まである。
2017年時点で本種の起源は多分北アフリカ、おそらくモロッコ付近であり、元来の分布域は西寄りの地中海沿岸地域であろうと考えられている。5000年以上前にはそこから東地中海沿岸域に到達していたと考えられ、さらに遅れてアジアの西部域に入ったと思われる。この範囲は南はアフリカ、東はテンシャン、パミール、カラコルムなどの高い山脈までの範囲であり、バルカン半島ではクロアチアまでが自然分布ではないかと思われる。現在の本種の分布はこれよりかなり広く、大陸では多く報告があるのがアメリカ合衆国と中国で、これに対して中央アメリカ、南アメリカからは全く報告がない。大陸アフリカの諸国とオーストラリアからもわずかしか報告がない。既存の報告には誤同定も見受けられ、実際の正確な分布は把握しがたい。
また、分子系統による分析では北アフリカ地域のものは地域によってある程度まとまった群をなすが、それ以外の世界各地のものは様々な系統のものが地域に連携しない形で出現し、これは世界各地への分散が独立に何度も起こったことを示すと考えられる。

## 分類・類似種など
本種の属するイトグモ属には世界で100種以上が記載されている。本種の判別は雌雄ともに交接器によらねばならない。種内には様々な変異が見られ、種の範囲については議論となるかもしれない点があることも指摘されている。
日本の場合、本科の種は本種のみである。むしろユウレイグモ科やヤマシログモ科に類似のものがある。イトグモ属はかつてヤマシログモ科に所属させたことがあり、丸っこい身体に細長い歩脚を持つことや眼の配列など似た特徴が多い。ヤマシログモ科のものにも家屋内に見られるものがあるが、斑紋があり、また頭胸部が大きく盛り上がる点で本種と見分けられる。
ユウレイグモ科のシモングモ Spermophora senoculata も本種と同様な場所で見られるが、こちらは体長2-2.5mmとかなり小さい。その他のユウレイグモ類はもっと腹部が細長いものが多い。正確には眼の配列など見れば判別は容易で、ユウレイグモ科のクモは眼が左右に3個ずつ集まっている。

## 利害
理屈で言えば家屋内の捕食性動物は益虫といえるだろうが、特に重視はされていない。
他方、人間に対する毒性があることが近年明らかになっている。

### 毒性について
本科のクモには毒グモとして人間に被害を出すものが含まれていることはよく知られており、特にドクイトグモ L. reculosa は時に死者が出るほどに強い毒を持ち、恐れられている。この種を含むイトグモ属3種が日本では特定外来生物に指定されている。本属の毒グモの咬症は局所的な紅斑を生じたり、皮膚の壊死を引き起こし、これは壊死性クモ刺咬症とも呼ばれ、全身作用を引き起こす場合もあり、時に死に至る例もある。
本種はこれと同属であるだけでなく、属内の系統関係の研究からも同じ群に属していることが示されている。それだけに本種についても危険がないかと心配されることもあったが、少なくとも危険視されては来なかった。たとえば『日本の有害節足動物』（加納六郎・篠永哲著、1997、東海大学出版）にはゴケグモ類の他にジョロウグモからアシダカグモまでが紹介されているが、本種の記述はない。『生活害虫の事典(普及版)』（佐藤仁彦編著、2009、朝倉出版）にはまとめの項で『イトグモは(中略)噛まれるとえ死をともない、治療まで数週間』という2行の記述があるにもかかわらず、詳細に説明がある12種のクモには本種が含まれていない。本記事作成時に参考にしたクモ類図鑑等にも本種の毒性について記したものはなく、危険な動物を取り上げた本などにも言及したものは見当たらない（2019年2月現在）。
しかし、本種による咬症は確実に報告がある。Netwig et al.(2017)によると本種による被害の可能性が認められた事例が38あり、そのうちで本種によると確認できたものが12あり、その様子は以下のようなものであった。噛まれたときに鋭い痛みを覚えた、との報告もあれば軽い痛みのみ、という例もあるが、おおよそはさほど痛まず、気づかなかった例もあった。被害部位は様々で、腕や脚にある程度の集中が見られた。昼夜の差はなかった。噛まれて数時間以内に紅斑の発生をともなって痛みが強くなり始めるのが普通の反応である。痛みは時に灼熱感やかゆみをともなって強くなり、数時間、ないし1日から3日も激しくなる。約半分の事例で痛みとともに全身作用が生じている。具体的には発熱や吐き気、寒気、筋肉痛や無力感などである。それに続く3日間、皮膚の傷害は大きさを増し、その中央は水疱となって出血性をともなう。虚血性の部分をや紅斑や浮腫の出た部分などの影響を受けた部位に不定形の青、白、赤の色が出る。被害の小さい事例では水疱ができず、軽いじんましんの反応が出る。さらに3-4日たつと水泡はそれ以上広がらなくなるが、その部分で壊死が始まる場合がある。壊死の進行の激しさは注入された毒の量によって変わり、また組織の種類によっても違い、脂肪組織が一番壊死が進みやすい。壊死が起きなかった事例も3件あり、その場合には紅斑や浮腫は2-3週間で完全に消え、時に黒い焼痂が残るが、これは後に脱落する。壊死が進行する場合には、3日から2-3週間の間壊死が進行し、その大きさによってそのまま治癒した例もあるが、外科的に処理した例もある。
日本では本種による確実な咬症例が2017年に発表された。この例では39歳女性が右大腿部を噛まれ、6時間後には局所の疼痛と発熱、それに全身に紅斑が出現、20時間後に"red, white, and blue sign"が見られ、30日後には長径10cmの潰瘍となり、それが最大で4ヶ月後には小潰瘍を残して瘢痕上皮化したという。これが確実に本種による咬症としては日本最初の例である。

### 問題点
本種の咬症がこれまで明らかにされてこなかったのには、いくつかの理由があると思われる。まず、あるクモが重要な咬症を起こしたということを確定するには、いくつもの関門がある。まずその傷害の最初にクモが噛みついたことを確認せねばならず、またそのクモが同定できねばならない。噛まれた人にクモの同定能力があることはまず期待できないし、その患者を受け持った医師にクモの同定能力があることも必ずしも期待できない。つまり、噛まれた人間がクモが噛んだ場面を確認し、そのクモを確保した上で医師にかかり、クモの標本がクモ学者に渡されて初めて確実なクモ咬症の記録ができる。たとえば日本では2008年に本種の咬症と判断された報告があるが、これは分布域とその症状から推定されたものであるため、確実な記録と認められていない。
また本種の場合、国外ではドクイトグモの存在があり、そのような咬症が出た場合にはこの種によるものと判断されてしまうことがあるらしい。Netwig et al.(2017)は過去の咬症記録を精査した中で、ドクイトグモによるものとされた事例で本種ではないかと考えられる例があることを指摘している。当然ながらそのような例は本種の咬症の確実な記録とは見なしがたい。
いずれにせよ本種がそれなりに強い毒性を持っているらしいが、上記の例まで咬症の記録がないことから危険性はそれほど高くないと思われる。注意は要するところであるが、致死的な毒を持つヤマカガシのように、実質的な危険がほとんどない例もあり、過度に恐れる必要はないであろう。